# Dana International

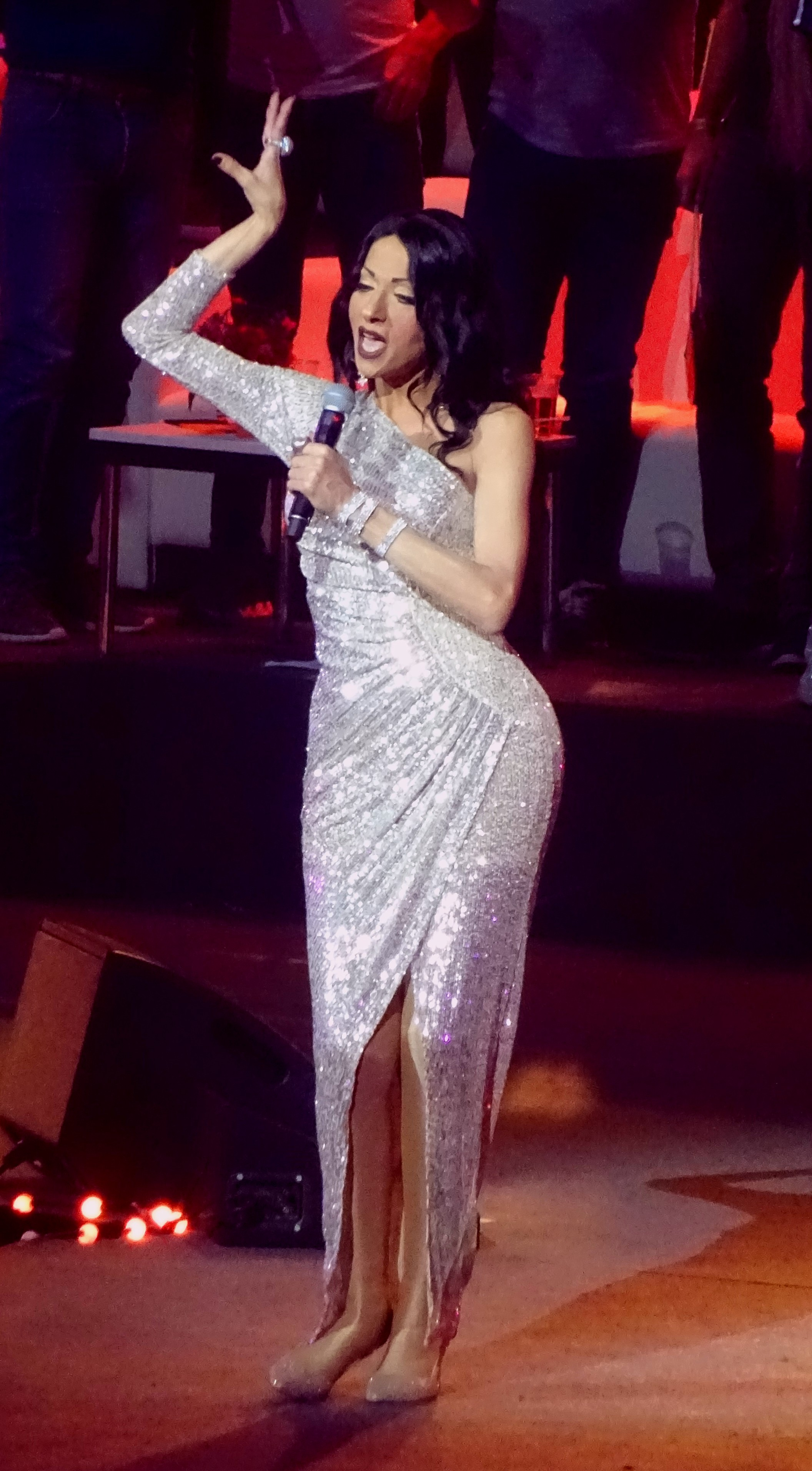
Dana International tijdens Het Grote Songfestivalfeest in 2019

Dana International, artiestennaam van Sharon Cohen (Tel Aviv, 2 februari 1969), is een Israëlisch zangeres die in 1998 het Eurovisiesongfestival won met het nummer Diva.
In 2011 deed ze opnieuw mee aan het Eurovisiesongfestival met het lied Ding Dong.

## Biografie
Sharon Cohen is het derde en jongste kind van een Joods-Jemenitische familie. Ze groeide op in Tel Aviv en op school ontmoette ze de gebroeders Lior en Shmulick Sa'adia, die later haar achtergronddansers zouden worden.
Al vroeg voelde Sharon dat ze op het podium hoort. Ze volgde het Eurovisiesongfestival op de voet en was een groot fan van Ofra Haza, een wereldzangeres die in 1983 Israël naar de tweede plaats bracht op het Eurovisiesongfestival. Vanaf dat moment zwoer Sharon dat ze op een dag ook op dat podium zou staan.
In 1992 ontmoette Sharon de toen 27-jarige deejay Offer Nissim, die in een gaydiscotheek van Tel Aviv werkte. Sharon trad daar met een travestieact op onder de naam Sa'ida. De deejay was ervan overtuigd dat Sa'ida een succesvolle artieste kon worden. Samen gingen ze experimenteren met dancemuziek. Ze namen een single op die ze onder de naam Offer Nissim featuring Danna uitbrachten. (De schrijfwijze 'Dana' ontstond pas later.) Sharon geloofde in eerste instantie niet in het succes. Sa'ida Sultana (My name is not Sa'ida), een cover van Whitney Houstons nummer My Name Is Not Susan, werd echter een hit. Zelfs in de gayscene van New York werd het nummer vaak gedraaid. "Daar stond ik dan, terwijl iedereen uit z'n dak ging op mijn nummer" zei Sharon hierover. Pas na de tweede single Danna International noemde Sharon zichzelf Danna International.

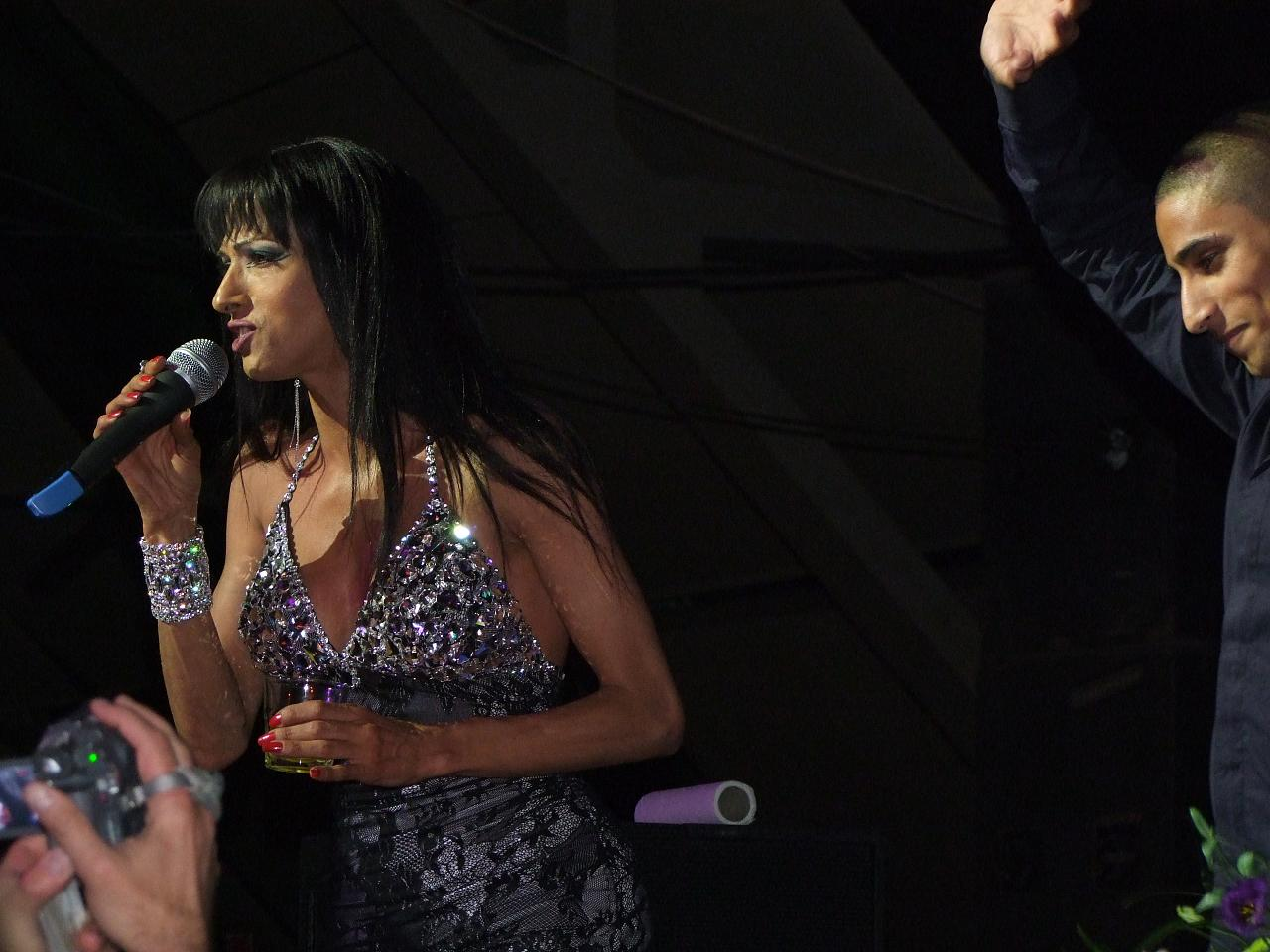
Dana International (2008)

### The fadiha singer van het Midden-Oosten
Het debuutalbum Danna International kwam in 1993 uit en werd bekroond met goud. Met het verdiende geld vloog Sharon hetzelfde jaar nog naar Londen om vervolgens terug te komen onder haar echte identiteit. Ze onderging een geslachtsoperatie die voor veel opschudding zorgde. De Jordaanse media stonden op hun kop toen bekend werd dat er van Danna's muziek in de Arabische landen naar schatting vijf miljoen illegale cassettes waren verkocht. Via Egypte bereikten de cassettes ook de zwarte markten van Syrië, Marokko, Tunesië en Saoedi-Arabië. De Egyptische autoriteiten namen ingrijpende maatregelen om de illegale verkoop van Danna's cassettes tegen te gaan, maar zonder succes. De Jordaanse media riepen Danna uit tot the fadiha singer van het Midden-Oosten. Ze werd gezien als een spion van de Egyptische jeugd.
Een jaar later kwam het tweede album uit: Umpatampa, eveneens geproduceerd door Offer Nissim. Dit album bereikte platina. Naar aanleiding van de vredesluiting tussen Israël en Jordanië schreef tekstschrijver Yoav Ginai voor Danna het nummer Nosa'at Le-Petra, dat "reizen naar Petra" betekent. Haar platenmaatschappij bracht in 1995 E.P. Tampa uit, een mini-cd die uit nieuwe nummers en remixes van de twee voorgaande albums bestaat. Ditzelfde jaar deed Danna mee met het Israëlische songfestival. Met het nummer Layla Tov, Eropa eindigde ze op de tweede plaats. Hoewel ze met het nummer een hit scoorde, bleek de controverse rondom haar persoon in de media nog steeds te groot. Voor de orthodoxe joden was Sharon Cohen nog steeds een man, dus was het volgens de media onmogelijk dat zij Israël zou kunnen vertegenwoordigen.
Met het derde album Maganuna – dat in 1996 verscheen, en het laatste album is dat door Offer Nissim is geproduceerd – schudde ze de Arabisch sprekende wereld wakker. Aangezien Danna aan de illegale kopieën niets verdiende, gaf ze haar reactie door middel van het nummer Maganuna. Het album werd een succes en maakte van Danna de grootste Israëlische superster van dat moment.
Danna International en Offer Nissim besloten, na het uitbrengen van het nummer Power, ieder hun eigen weg te gaan. Ook veranderde Danna International haar naam in Dana International.

### Viva la diva
In 1998 kwam eindelijk haar droom uit. Israeli Broadcasting Company selecteerde Dana International om met het nummer Diva Israël te vertegenwoordigen op het Eurovisiesongfestival. Ze kwam in het middelpunt van de belangstelling toen de Europese media erachter kwamen dat Dana een transgender zangeres is. Ze kwam in contact met modeontwerper Jean-Paul Gaultier. Hij ontwierp de jurk die Dana droeg tijdens haar optreden in Birmingham Wembley Arena. Dit was het eerste Eurovisiesongfestival waarbij het publiek via televoting hun stem kon uitbrengen. Aangezien een groot gedeelte van de Europese bevolking onder de indruk was van Dana, won zij met 174 punten het Eurovisiesongfestival 1998. Voor en na het festival was de hype rondom Dana enorm. Ze was de eerste Israëlische artieste die werd geïnterviewd door CNN en MTV en scoorde met Diva een hit in bijna heel Europa. Vervolgens verschenen twee verschillende verzamelplaten – Diva Ha-Osef bestormde de Israëlische markt en The Album de Europese. Niets leek een internationale doorbraak meer in de weg te staan. Na enige tijd werd haar eerste Europese album gelanceerd: Free (dat deels werd geproduceerd door het Nederlandse duo Rob en Ferdi Bolland) verscheen in juni 1999 in bijna alle Europese landen. De singles Woman In Love en Free bereikten de Nederlandse tipparade. Toch bracht het album in Europa niet het succes waarop was gehoopt. Verrassend genoeg was men in Rusland wel gecharmeerd van het album. Een halfjaar later verschenen de Japanse en Israëlische edities van Free. Opnieuw werkte Dana met Offer Nissim. Hij stak de originele productie van Bolland & Bolland in een dansbaar jasje.

### Alorarola – 50 jaar Eurovisie
Na het tegenvallende succes van Free in eigen land brak Dana definitief met Offer Nissim en ze sloeg een nieuwe muzikale koers in. Yoter Ve Yoter verscheen in 2001. Het waren Daniel Dotan en Eli Avramov die erin slaagden een verfrissende Hebreeuwstalige discoplaat te maken. "Het is de eerste keer dat ik werk met een team dat alles voor me heeft geschreven. Het is een beetje frustrerend, maar zeker verfrissend!", vertelde de zangeres in een interview. Dana kwam met een opvolger toen ze na zeven jaar terugging naar haar oude platenmaatschappij. I.M.P. Records bracht eind 2002 Hachalom Haefshari uit, dat niet het gewenste succes opleverde. Van dit album verschenen desondanks zeven singles, die Dana vervolgens in een aparte singlebox uitbracht – Osef Ha-Singelim (tevens voorzien van een nieuwe single) werd een waar collector's item. DJ Vic en de Groovemates staken Cinque Milla, dat in 1996 al op single verscheen, in een nieuw jasje en gaven het de titel Alorarola (een palindroom), naar de pakkende kreet in het nummer. Met Alorarola bewees Dana opnieuw een ware clubdiva te zijn. Vervolgens gaf ze in gaydiscotheek VOX in Tel Aviv The Electronic Show, die live via de radio te volgen was.
Naar aanleiding van het 50-jarig bestaan van het Eurovisiesongfestival selecteerde een jury de veertien beste liedjes uit de afgelopen vijftig jaar, waaronder ook Diva. In de grote show werd Diva weliswaar niet verkozen als beste lied, maar Dana vond het toch een grote eer dat de jury Diva had geselecteerd. Ze bracht het nummer nog eens voor het grote publiek ten gehore.

### 2007 – Comeback
Na vijf jaar geen album te hebben gemaakt, bracht Dana op 17 augustus 2007 het album Hakol ze letova uit. De gelijknamige single sloeg nauwelijks aan. Kort daarop kwam ze met de single Love boy. Na jaren vol tegenslagen had Dana met dit nummer eindelijk weer een nummer 1-hit. Wekenlang domineerde Love boy de Israëlische hitlijsten van zomer 2007. De singles die hierna volgden, waren At muchana, Seret hodi en Yom huledet. 2007 was het beste jaar van Dana International.

### 2008 en 2009
In 2008 genoot Dana nog na van het succes van het album Hakol ze letova. Ze verzorgde de soundtrack van de Israëlische versie van Temptation Island met het nummer Mifrats ha'ahava (De liefdeshaven). Tevens liet ze ook in het buitenland weer iets van zich horen. Met de Oekraïense meidengroep Neangely nam ze het nummer I Need Your Love op. Het nummer haalde een achtste plaats in de Oekraïense hitlijsten.
In april 2009 gaf Dana een optreden tijdens het openluchtfestival van Tel Aviv-Yafo Centennial Year. Ze zong het nummer Lo nirdemet Tel Aviv (Tel Aviv, val niet in slaap). Het festival werd bezocht door 250.000 mensen.
Op 18 mei hetzelfde jaar maakte Dana bekend bezig te zijn met een nieuw studioalbum.
Tevens werd Dana in 2009 jurylid van het zevende seizoen van Kochav Nolad, de Israëlische versie van Idols.

### 2011 – Eurovisiesongfestival
Begin februari 2011 werd door de IBA bekendgemaakt dat Dana zich aan het voorbereiden was op het Eurovisiesongfestival 2011, met het zelfgeschreven liedje Ding Dong. Daartoe nam Dana deel aan de Israëlische Nationale Finale voor 2011, beter bekend onder de naam Kdam Eurovision. Op 8 maart won Dana deze finale en ze ging zodoende voor de tweede keer deelnemen aan het festival dat haar zoveel internationale bekendheid had opgeleverd.
In de halve finale daarvan moest ze het onder meer opnemen tegen de Nederlandse inzending van 3JS en de Belgische inzending van Witloof Bay, maar geen van hen behaalde een finaleplaats.

### 2013 – Televisieshow en nieuw album
Ondanks het grote succes van Hakol ze letova liet Dana haar fans opnieuw jaren wachten. Op 24 april 2013 kwam haar nieuwe single 'Ma la'asot?' uit. Op 29 mei verscheen de videoclip 'Loca', die ter promotie van de Gay Pride uitkwam, en gaf Dana op 7 juni een optreden. Tevens kwamen de singles 'Ir shlema' (juli 2013) en 'Down on me' (mei 2014) uit. In mei maakte MusicaNeto bekend dat het langverwachte album op 15 september 2014 zal verschijnen. In de beschrijving staat beschreven dat Yehuda Poliker een ballade voor Dana heeft geschreven. Daarnaast is het nog niet bekend of het nummer 'Kshe'hagvarim rokdim', een duet met Yardena Arazi, er ook op zal staan.
Eind januari 2014 ging Dana's nieuwe muzikale realityshow Yeshnan banot in première. Dana was het belangrijkste lid van de vakjury, die een nieuwe meidengroep zou gaan vormen.
Op 5 juni bracht Dana, ter gelegenheid van de gay pride van 2014, een nieuwe clip uit. De joodse jongen die in het twee minuten durende 'Yeladim ze simcha' zijn bar mitswa doet, moet Dana's zoon voorstellen. In het begin van de clip wordt ingezoomd op het keppeltje van de jongen. Hierop staat zijn naam: Re'em International (ראם אינטרנשיונל). De boodschap van het nummer is dat het recht om kinderen te hebben en een gezin te stichten tot alle mensen behoort, ongeacht religie, huidskleur, geslacht en in dit geval ook zeker seksuele geaardheid.

## Discografie

### Albums
- 1993 - Danna International
- 1994 - Umpatampa
- 1995 - E.P. Tampa
- 1996 - Maganuna (Arabisch: Gestoord (vr.))
- 1998 - Diva ha-osef (Hebreeuws: Het beste van de diva)
- 1999 - Free (in Nederland en de rest van Europa)
- 2000 - Free (in Israël en Japan)
- 2000 - Yoter ve yoter (Hebreeuws: Meer en meer)
- 2002 - Hachalom ha'efshari (Hebreeuws: De mogelijke droom)
- 2003 - Osef ha-singelim (Hebreeuws: De singlecollectie)
- 2007 - Hakol ze letova (Hebreeuw: 't Is allemaal voor het beste)

### Singles in Europa
| Single met eventuele hitnotering(en) in de Nederlandse Top 40 | Datum van verschijnen | Datum van binnenkomst | Hoogste positie | Aantal weken | Opmerkingen |
| ------------------------------------------------------------- | --------------------- | --------------------- | --------------- | ------------ | ----------- |
| Diva                                                          | 1998                  | 30-5-1998             | 11              | 5            |             |
| Free                                                          | 1999                  | 12-6-1999             | tip             |              |             |

### Singles afkomstig van het albumDanna International
- 1992 - Sa'ida Sultana'
- 1992 - Danna International (Shushu ya Shushu)
- 1993 - Fata Morgana
- 1993 - Mishak ha-dma'ot (Hebreeuws: Het spel van de tranen)
- 1993 - Samar-mar (Arabisch: Donker meisje)
- 1993 - Yes Sir, I can boogie

### Singles afkomstig van het albumUmpatampa
- 1994 - Ani lo yechola biladeycha (Hebreeuws: Ik kan niet leven zonder jou)
- 1994 - Nosa'at le Petra (Hebreeuws: Reizen naar Petra)
- 1994 - Yeshnan banot (Hebreeuws: Sommige meisjes)
- 1994 - Qu'est-ce que c'est
- 1995 - Betula (Hebreeuws: Maagd)
- 1995 - Layla tov, Eropa (Hebreeuws: Goedenavond, Europa)

### Single afkomstig van het minialbumE.P. Tampa
- 1995 - Ani rotza li-chyot (Hebreeuws: Ik wil leven)

### Singles afkomstig van het albumMaganuna
- 1996 - Maganuna (Arabisch: Gestoord)
- 1996 - Menafnefet (Hebreeuws: Zwaaien)
- 1996 - Don Quixote
- 1996 - Let kiss
- 1996 - Yesh bo esh (Duet met Igi Waxman) (Hebreeuws: Hij heeft vuur)
- 1996 - Cinque milla (Italiaans: Vijfduizend)

### Singles te vinden op de verzamelaarDiva ha-osef
- 1997 - Shir kdam-shnati (Sex acher) (Hebreeuws: Een ander soort seks) (Duet met Eran Tzur)
- 1997 - Power
- 1998 - Diva

### Singles te vinden op de verzamelaarThe album
- 1998 - I'm gonna let
- 1998 - Cinque Milla (Italiaans: Vijfduizend)

### Singles afkomstig van het albumFree
- 1999 - Woman in love
- 1999 - Free
- 1999 - Ani ohevet (Hebreeuws: Ik hou ervan)
- 1999 - Ad sof ha-zman (Hebreeuws: Tot het einde van de tijd)
- 2000 - Mokher ha-prachim (Duet met Alon Olearchik) (Hebreeuws: De bloemenverkoper)

### Singles afkomstig van het albumYoter ve-Yoter
- 2001 - Lama katavta li shir? (Hebreeuws: Waarom schreef je me een liedje?)
- 2001 - Nitzachti (Hebreeuws: Ik heb gewonnen)
- 2001 - We acherey hakol (Hebreeuws: En na alles)
- 2001 - Elef yamim shel ahava (Qesher) (Hebreeuws: Duizend dagen bestaand uit liefde (Connectie))
- 2001 - Ten lichyot (Hebreeuws: Laat me leven)

### Singles afkomstig van het albumHachalom haefshari
- 2002 - Sipur katzar (Hebreeuws: Een kort verhaal)
- 2002 - Tachlom (Hebreeuws: Droom (verder))
- 2002 - Makat chom (Ey la dir la da da) (Hebreeuws: Hittegolf)
- 2002 - Hachalom haefshari (Hebreeuws: De mogelijke droom)
- 2002 - Tagid li mi (Hebreeuws: Vertel me wie)
- 2002 - Ad hayom (Hebreeuws: Tot vandaag)
- 2003 - Basof yiyhe tov (Hebreeuws: Het zal goed komen)

### Singles afkomstig van het albumHakol ze letova
- 2007 - Hakol ze letova (Hebreeuws: 't Is allemaal voor het beste)
- 2007 - Love boy
- 2007 - At muchana (Hebreeuws: Je bent er klaar voor)
- 2007 - Seret hodi (duet met Idan Yaniv) (Hebreeuws: Indiase film)
- 2007 - Yom huledet (Hebreeuws: Verjaardag)

### Overige Israëlische singles
- 1994 - Silvester
- 2003 - Alorarola
- 2003 - Strike it up
- 2004 - Lola
- 2008 - Bamakom hachi namooch beTel Aviv (cover voor de compilatie Avoda Ivrit)
- 2008 - I need your love (alleen in Oekraïne, met Neangely)
- 2009 - Alay (duet met Subliminal)
- 2011 - Ding dong
- 2012 - Kshe'hagvarim rokdim (een duet met Yardena Arazi)
- 2019 - Diva to Diva (een duet met Charlotte Perrelli)

## Varia
- Het liedje Diva werd in Nederland geparodieerd door Ome Henk als Samba la bamba, door Carlo Boszhard als Meta en door de Smurfen als Viva la dipa, in Vlaanderen parodieerden de Strangers het in 2001 als Zie da.
- Dana werd al eens tweede in Kdam, de Israëlische voorronde voor het songfestival. Ze nam toen deel met het nummer Layla Tov Eropa wat "Goedenavond Europa" betekent.
- In 2008 schreef Dana International samen met haar manager het nummer The Fire In Your Eyes, het nummer waarmee Boaz Mauda Israël vertegenwoordigde op het Eurovisiesongfestival in Belgrado. Boaz haalde met het nummer van Dana een negende plaats op 43 deelnemers.